# 阿鲁忽
阿鲁忽（Alghu，？—1266年），察合台之孙、拜答儿之子，察合台汗国的第五任可汗。
1259年，蒙古帝国大汗蒙哥去世，争夺汗位的忽必烈和阿里不哥都派自己支持的察合台系宗王去察合台汗国首都虎牙思夺取汗位。第二年，阿里不哥支持的阿鲁忽继承察合台汗国可汗，並娶以往獲蒙哥保护的察合台汗国监国摄政兀鲁忽乃（阿鲁忽寡居的堂嫂）为妻，來维持汗国稳定。1261年，昔木土脑儿之战后，阿鲁忽不满阿里不哥的颐指气使，转而归附忽必烈。1262年，在普剌城斩杀阿里不哥大将哈剌不花。阿里不哥大怒，洗劫了伊犁河流域，阿鲁忽退居喀什、于阗，后迁至撒马尔罕。在河中又被海都、别儿哥袭击。1264年，阿里不哥向忽必烈投降，阿鲁忽的局势转好。1266年，阿鲁忽死，兀鲁忽乃便立自己和哈剌旭烈的儿子木八剌沙为可汗。他的儿子出伯、孙子宽彻在元朝被称为豳王家族（被元朝封为肃王、西宁王、威武西宁王、豳王）。

## 延伸阅读
[在维基数据编辑]
 《新元史/卷107》，出自柯劭忞《新元史》